# An Elephant on His Hands
An Elephant on His Hands er en amerikansk stumfilm fra 1913 af Al Christie.

## Medvirkende
- Lon Chaney som Eddie
- Ramona Langley
- Eddie Lyons
- Lee Moran